# Sphenodesmus kingdoni
Sphenodesmus kingdoni är en mångfotingart som beskrevs av Hoffman 2005. Sphenodesmus kingdoni ingår i släktet Sphenodesmus och familjen Gomphodesmidae. Inga underarter finns listade i Catalogue of Life.